# Llista de piragüistes dels Països Catalans
La present llista recull els piragüistes nascuts o residents als Països Catalans que participen en competicions professionals o d'elit.